# Eduardo López de Ochoa y Portuondo
Eduardo López de Ochoa y Portuondo (Barcelona, 31 de enero de 1877 - Madrid, 17 de agosto de 1936) fue un militar español, general de división del Ejército de Tierra. Colaborador de Miguel Primo de Rivera, durante la República, el gobierno le encargó reprimir la Revolución de 1934 en Asturias. Al iniciarse la Guerra Civil, convalecía en un hospital militar de Carabanchel en Madrid, lo que no impidió que fuera asesinado y su cadáver decapitado. Los milicianos clavaron su cabeza en una pica y la exhibieron por las calles de la capital.[cita requerida]

## Biografía
El general Eduardo López de Ochoa Portuondo era hijo del coronel Eduardo López de Ochoa y Aldama y de su esposa, Nicolasa Portuondo Palacios. Nació en Barcelona, donde estaba destinado su padre, natural de Vizcaya. En su ciudad natal desarrolló la mayor parte de su carrera militar. Liberal convencido, se ofreció para luchar en la Gran Guerra en favor de los aliados, dando a su hija el nombre de Libertad. Participó en la guerra de Cuba y en las campañas africanas. En el año 1918 fue ascendido a general.

### Dictadura de Primo de Rivera
López Ochoa era uno de los colaboradores más cercanos al general Primo de Rivera cuando este instauró la dictadura, en 1923, apoyando desde Barcelona el golpe de Estado y haciéndose cargo del gobierno militar de la ciudad. Sin embargo, a partir de 1924 se mostró contrario a la dictadura, debido a su ideología liberal y prorrepublicana, además de por su condición de masón. En 1925 fue encarcelado y posteriormente hubo de exiliarse en Francia. Allí participó en el fracasado intento de golpe de Estado planeado por José Sánchez Guerra (1929), intentando, sin éxito, sublevar la guarnición estacionada en Cataluña. Su libro, De la Dictadura a la República, publicado en 1930, con prólogo del político republicano Eduardo Ortega y Gasset tuvo un gran éxito. Estuvo implicado también en la intentona prorrepublicana de diciembre de 1930.

### II República
Al instaurarse la Segunda República se hizo cargo de la capitanía general de Cataluña (17 de abril de 1931), siendo sustituido ese mismo año por el general Batet. En 1934 era inspector general del Ejército y fue nombrado, en un tenso consejo de ministros presidido por el presidente de la República, Alcalá-Zamora, responsable de sofocar la insurrección asturiana de octubre de 1934 (Ochoa afirmaría posteriormente que Alcalá-Zamora le había encargado la tarea para limitar el derramamiento de sangre). Avanzando desde Lugo, logró tomar Oviedo en apenas una semana. Tuvo frecuentes roces durante la campaña con Yagüe, que había llegado a Asturias al mando de las tropas africanas (la Legión y los regulares), acusados de múltiples atrocidades (Yagüe llegó a quejarse al gobierno del trato humanitario que López Ochoa daba a los mineros), pactando con el dirigente ugetista Belarmino Tomás la rendición incruenta de los insurrectos, hecho por el cual llegó a ser encañonado por el, en aquel momento, coronel Yagüe. Meses después de los hechos, el general López Ochoa habló con el socialista Juan Simeón Vidarte sobre algunos de los episodios de lo acontecido en Asturias:

Una noche, los legionarios se llevaron en una camioneta a veintisiete trabajadores, sacados de la cárcel de Sama. Sólo fusilaron a tres o cuatro porque, como resonaban los tiros en la montaña, pensaron que iban a salir guerrilleros de todos aquellos parajes y ellos correrían peligro. Entonces procedieron más cruelmente, decapitaron o ahorcaron a los presos, y les cortaron los pies, manos, orejas, lenguas, ¡hasta los órganos genitales! A los pocos días, uno de mis oficiales, hombre de toda mi confianza, me comunicó que unos legionarios se paseaban luciendo orejas ensartadas en alambres, a manera de collar, que serían de las víctimas de Carbayín. Inmediatamente le mandé que detuviese y fusilase a aquellos legionarios, y él lo hizo así. Éste fue el motivo de mi altercado con Yagüe. Le ordené, además, que sacara a sus hombres de la cuenca minera y los concentrase en Oviedo, bajo mi vigilancia, y le hice responsable de cualquier crimen que pudiera ocurrir. Para juzgar a los rebeldes estaban los tribunales de justicia. También me llegaron las hazañas de los Regulares del tabor de Ceuta: violaciones, asesinatos, saqueos. Mandé fusilar a seis moros. Tuve problemas, el Ministro de la Guerra me pidió explicaciones, muy exaltado: "¿Cómo se atreve usted a mandar fusilar a nadie sin la formación de un Consejo de Guerra?". Yo le contesté: "Los he sometido al mismo Consejo de Guerra al que ellos sometieron a sus víctimas."

Sin embargo, no pudo evitar que la izquierda le considerase el responsable de la represión en Asturias, siendo llamado el "verdugo de Asturias", lo que hizo que, tras las elecciones de febrero de 1936, que llevaron al poder al Frente Popular, fuese procesado y encarcelado (marzo de 1936). En abril de 1936, durante el juicio, su abogado anunció que López Ochoa renunciaba definitivamente a la masonería.
En 1936 publicó un nuevo libro, Campaña militar de Asturias en octubre de 1934.

### Guerra Civil
Al producirse la sublevación militar que condujo a la guerra civil, en julio de 1936, el general López Ochoa, que se encontraba encarcelado y por tanto no participaba en la conspiración, se encontraba en el Hospital Militar de Carabanchel (actual Hospital Central de la Defensa Gómez Ulla), en el Campamento de Carabanchel, en las afueras de Madrid, recuperándose de una operación. Tras ser sofocada la sublevación en la capital, el general permaneció en el Hospital sin ser molestado. Sin embargo, en los primeros días de agosto, periódicos comunistas protestaron por el hecho de que generales supuestamente desafectos permanecieran en la zona republicana sin ser juzgados, citando el caso de López Ochoa, recordándole como el "carnicero de Asturias". Aunque el Gobierno trató de trasladar al general y a otros militares hospitalizados a otros centros, se corrió el rumor de que el Gobierno pretendía liberarlos y una turba acudió al hospital, extrayendo de allí al militar y asesinándole en el cercano cerro Almodóvar, cortándole la cabeza al cadáver. La cabeza fue ensartada en la bayoneta de un fusil y exhibida por las calles en el techo de un automóvil (lo que recordaba lo que le sucedió al marqués de Launay, gobernador de La Bastilla, el 14 de julio de 1789). El resto de militares fue sacado en ambulancias, pero la muchedumbre impidió el paso a las dos últimas y los seis militares que transportaban fueron fusilados en la pradera de San Isidro.
Por orden del ministro de la Guerra de 16 de agosto de 1936 causa baja definitiva en el Ejército, con pérdida de empleo, prerrogativas, sueldos, gratificaciones, pensiones, honorarios, condecoraciones y demás que les corresponda.

## López Ochoa en la cultura popular
El asesinato de Eduardo López Ochoa aparece reflejado en la novela Celia en la revolución, de Elena Fortún (1943). La protagonista es testigo del linchamiento en el patio del Hospital Militar de Carabanchel. Esta escena apareció también en la adaptación teatral homónima producida por el Centro Dramático Nacional (2019). El actor Pedro G. de las Heras interpretó al General López Ochoa.